# Cleonymia banghaasi
Cleonymia banghaasi är en fjärilsart som beskrevs av Rothschild. Cleonymia banghaasi ingår i släktet Cleonymia och familjen nattflyn. Inga underarter finns listade i Catalogue of Life.